# Буревісник (аеродром)
Буревісник (також Ітуруп яп. 天寧飛行場, Tennei-hikōjō) — аеродром на острові Ітуруп (південні Курильські острови, які є спірною територією Японії та Росії, Україною визнаються як окупована Росією територія Японії). Це найбільший аеродром у регіоні, а також найвіддаленіша база перехоплювачів колишнього Радянського Союзу. На початку 1980-х років на аеродромі також була розміщена ескадрилья бойової підтримки армійських гелікоптерів, яка забезпечувала обмежену вогневу підтримку та транспортні можливості. Зв'язок і матеріально-технічне забезпечення "Буревісника" були прив'язані до Южно-Сахалінська, а постачання щотижня доставлялися літаками Ан-12.
На аеродромі дислокується підрозділ 18-ї бригади армійської авіації 11-ї армії ВПС і ППО, який оснащений вертольотами Мі-8АМТШ.

## Історія
Під час Другої світової війни Буревісник був японським аеродромом, відомим як «Тенней». 
Після відновлення радянської окупації з 1945 по 1952 рік тут базувалось близько 100 літаків. До початку 1960-х років на аеродромі базувалися реактивні винищувачі МіГ-15 і МіГ-17 зі складу 308-го винищувального авіаційного полку ПВО.  У 1965 році злітно-посадкова смуга була подовжена з 1930 м приблизно до 2500 м.  У 1970-х тут базувались МіГ-21. 
Близькість «Буревісника» до густонаселеного японського острова Хоккайдо (відстань 190 км) і до основних авіаційних коридорів тримала базу в стані постійної бойової готовності. У 1968 році американський Douglas DC-8 був змушений приземлитися тут після того, як відхилився від курсу під час інциденту з рейсом Seaboard World Airlines 253. У квітні 1983 року МіГ-21 «Буревісника» були підняті по тривозі через близьке наближення американських літаків Grumman F-14 Tomcat⁣, але не змогли злетіти через негоду.
41-й винищувальний авіаційний полк ППО Радянських ВПС, який літав на МіГ-23МЛ (1983–90) та МіГ-23МЛД (1990–1994), і спочатку перебував на аеродромі Совєтська Гавань, був замінений на 308-й ВАП у квітні 1983. Він належав до 40-ї ВАД (1983–86), потім 24-ї дивізії протиповітряної оборони (1986–90) і, нарешті до 72-го корпусу протиповітряної оборони (1990–94). У 1993 році ВПС вирішив відкликати 40 літаків МіГ-23 у Буревісник, а 41-й ВАП був розформований наприкінці 1994 року.  У російській пресі було сказано, що це рішення стало доброю новиною для його пілотів, оскільки відмова єдиного турбореактивного двигуна Р-35 МіГ-23 була б «останньою невдачею в житті пілота», і що корабель або підводний човен приплив би в кращому випадку через три дні після аварії. У російській статті також описано «Буревісник» як об’єкт на голій базі, без ангарів, а літаки «цілий рік іржавіють просто неба».
17 вересня 2014 року було відкрито новий аеропорт «Ітуруп»  7 км на північний схід від міста Курильська.  Після цього «Буревісник» припинив прийом пасажирських рейсів і функціонує як військова база і резервний аеродром для аеропорту «Ітуруп».

## Авіалінії та напрямки
Пасажирські перевезення більше не проводяться після того, як авіакомпанія «Аврора» перенесла свій маршрут з Южно-Сахалінська в нещодавно відкритий аеропорт «Ітуруп». 